# Oeffelter Meent

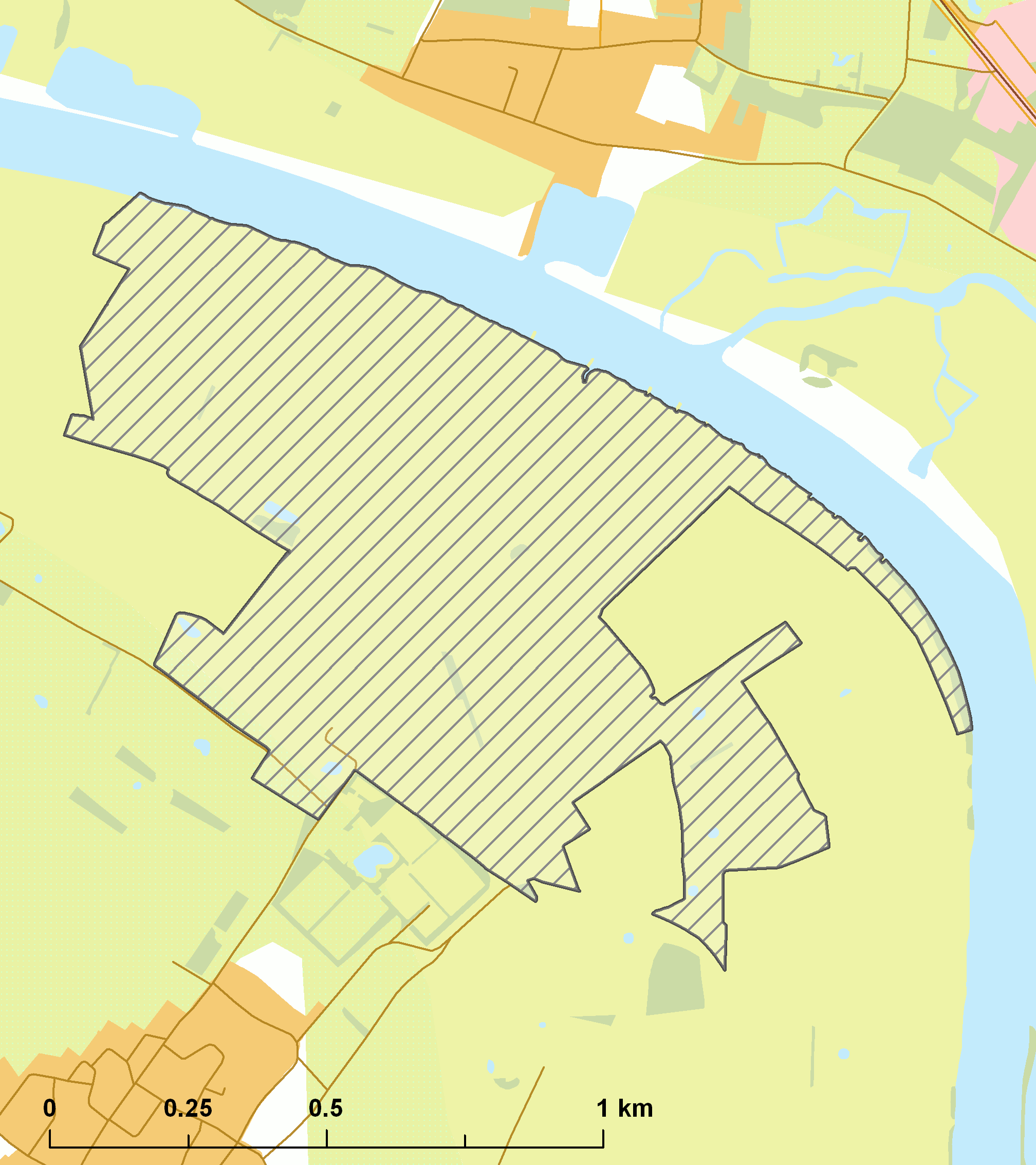
Natura 2000 gebied

De Oeffelter Meent is het meest noordelijke deel van het natuurgebied Maasheggen in de Nederlandse provincie Noord-Brabant. Het bevindt zich ten noordoosten van Oeffelt tussen deze plaats en de Maas.
Van dit gebied is 118 ha in bezit van Staatsbosbeheer. De naam meent verwijst naar gemeenschappelijke weidegrond.

## Geschiedenis
Sinds ongeveer 1400 is dit gebied in bezit geweest van de Kruisheren van Sint Agatha en maakte deel uit van het grondgebied van het Klooster Sint Aegten.
Het gebied is gekenmerkt door open rivierduinen en kleine rivieren als de Viltse Graaf, de Virdsche Graaf en de Oeffeltse Raam. Voor een deel lopen deze door oude stroomgeulen van de Maas. Tussen 1820 en 1850 is een van de rivierduinen vergraven, zodat het grind aan de oppervlakte kwam. Ook dit grind is deels gewonnen, waardoor een reliëfrijke hobbelweide ontstond. Ook ten behoeve van de fabricage van baksteen is klei gewonnen. Dit alles heeft tot het ontstaan van moerassige laagten geleid.
Het gebied werd lange tijd verwaarloosd en was een dumpplaats voor allerlei afval en een crossterrein, maar in 1982 verwierf Staatsbosbeheer 25 ha van het terrein, en in de loop der jaren 90 van de 20e eeuw werd, naast het zandige terrein, meer weidegrond verworven. Het gebied kent bloemrijke droge stroomdalgraslanden met planten als eenjarige hardbloem, overblijvende hardbloem, wilde tijm, lathyruswikke, kaal breukkruid, zacht vetkruid, gestreepte klaver en draadklaver. De kamsalamander komt in een drinkpoel voor.
Er is een wandeltocht van 17,5 km door dit gebied uitgezet.